# Achyrocalyx
Achyrocalyx es un género de plantas con flores perteneciente a la familia Acanthaceae. El género tiene 4 especies de hierbas que son originarias de Madagascar.

## Taxonomía
El género fue descrito por Raymond Benoist y publicado en Bulletin de la Société Botanique de France 76: 1036–1037. 1929. La especie tipo es: Achyrocalyx decaryi

## Especies deAchyrocalyx
- Achyrocalyx decaryi
- Achyrocalyx gossypinus
- Achyrocalyx pungens
- Achyrocalyx vicinus